# Kanzelwandbahn
| Kanzelwandbahn             | Kanzelwandbahn                    |
| -------------------------- | --------------------------------- |
| Bergstation Kanzelwandbahn |                                   |
| Standort:                  | Riezlern, Österreich              |
| Bauart:                    | Zweiseilumlaufbahn                |
| Baujahr:                   | 1955/1989                         |
| Berg:                      | Kanzelwand                        |
| Talstation:                | Riezlern, 1087 m                  |
| Höhendifferenz:            | 870 m                             |
| Bergstation:               | Kanzelwand, 1957 m                |
| Streckenlänge:             | 2461 m                            |
| Fahrdauer:                 | 8,3 min                           |
| Anzahl der Gondeln:        | 80 Stk.                           |
| Anzahl der Stützen:        | 9 Stk.                            |
| Kapazität:                 | 6 Pers./Gondel, 1500 Pers./Stunde |
| Hersteller:                | Waagner Biro                      |
| Betreiber:                 | Kleinwalsertaler Bergbahn         |
| Website:                   | www.kanzelwandbahn.de             |

Die Kanzelwandbahn ist eine im Jahre 1954 erbaute Luftseilbahn in Riezlern, Kleinwalsertal, Bundesland Vorarlberg in Österreich.

## Geschichte
Erste Überlegungen zum Bau einer Bahn auf die 2056 m hohe Kanzelwand wurden im Fremdenverkehrsbeirat von Riezlern bereits 1952 geführt. Am 6. März 1954 wurde die Kanzelwandbahn AG gegründet. Alleiniger Vorstand war Walter Fritz und der damalige Bürgermeister von Riezlern, Josef Risch, war Vorsitzender des Aufsichtsrates. Das Grundkapital der Gesellschaft belief sich auf 650.000 DM. Die Bauarbeiten begannen 1954 und am 2. April 1955 fand die Jungfernfahrt statt. Es fielen Baukosten in Höhe von 3,8 Mio DM an. Die Zweiseilumlaufbahn überbrückt eine Höhendifferenz von 870 Metern. Jeweils vier Personen wurden mit roten, gelben oder blauen Kabinen mit einer Geschwindigkeit von fünf Metern pro Sekunde zum Gipfel transportiert, das sind pro Stunde 320 Personen.  Markant ist das frei stehende Einlaufgestell der Bergstation. 1956 wurde an der Bergstation eine Berggaststätte erbaut. Im gleichen Jahr wurde der Zwerenlift eröffnet, der 180 Personen pro Stunde befördern konnte.

## Unternehmensentwicklung

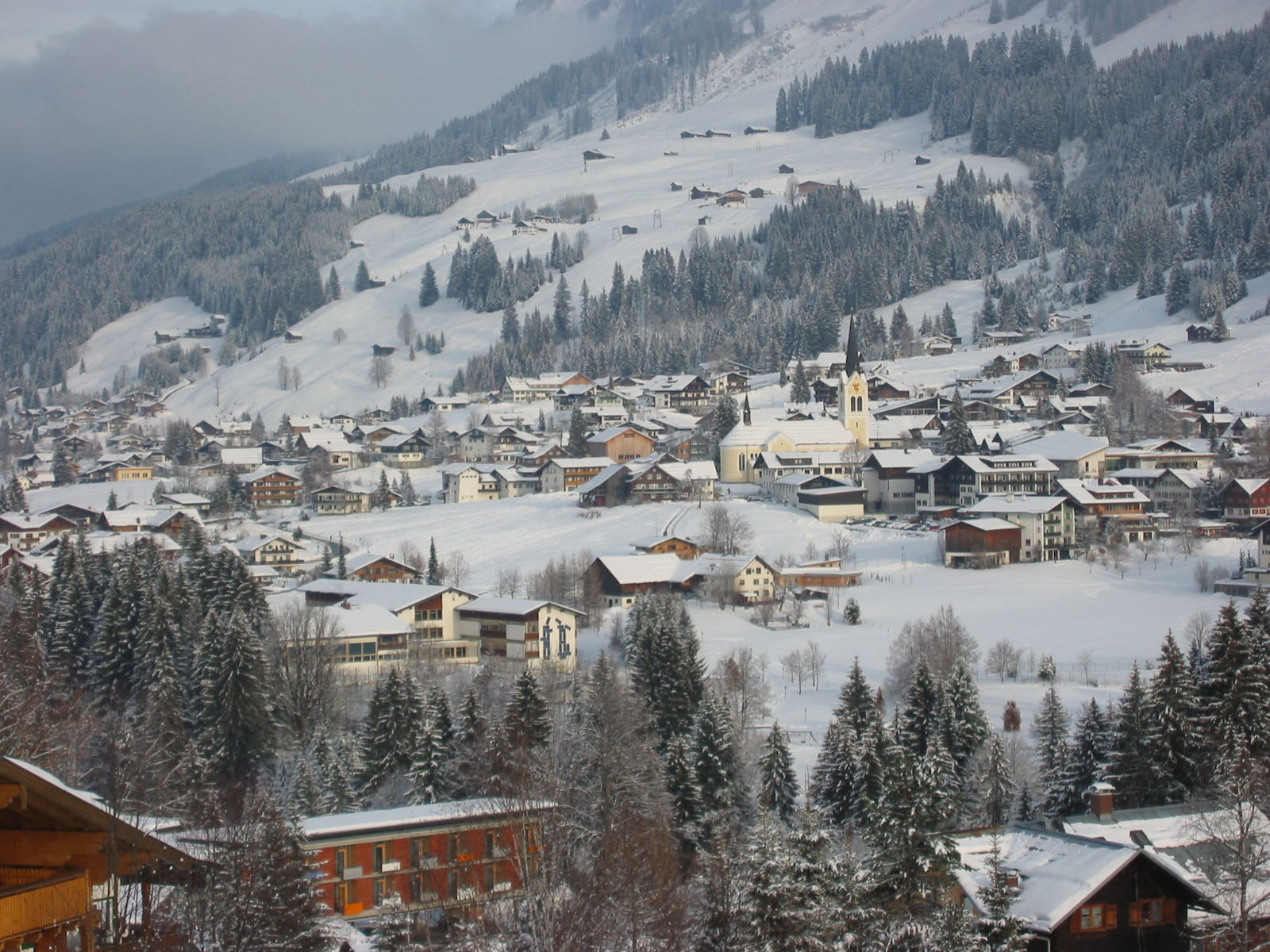
Talort Riezlern

Im Jahre 1973 wurden mit der Fertigstellung der Fellhornbahn die beiden Skigebiete miteinander verbunden. Der Zwerenlift wurde erweitert und beförderte mit Doppelbügeln 690 Personen pro Stunde. Dazu kamen zwei Bierenwanglifte. 1976 wurden für die Kapazitätssteigerung der Bahn von 350 auf 480 Personen pro Stunde weitere 2,4 Millionen DM investiert. 1988 wurden 15 Millionen DM investiert. Seitdem transportiert sie bis zu 1500 Personen pro Stunde auf den Berg.
Walter Fritz, der von Anfang an dabei war, wechselte 1989 vom Vorstand in den Aufsichtsrat. Lawinenverbauungen, Kanalisierung der Berggaststätte und Beschneiungsanlagen beschäftigten die Unternehmensleitung der Bahn in den 1990er Jahren. 67 sogenannte Elektranten, Kombianlagen für die Wasser- und Elektrizitätsversorgung der 15 Schneeerzeuger, wurden entlang der Bahn installiert. Eine Sonnenterrasse für 200 Personen mit Windschutz wurde gebaut und die Zwerenalpelifte zur Sechser-Sesselbahn erweitert.
2008 wurden für die Beschneiungsanlage 6 Millionen Euro ausgegeben. Zunächst wurde unterhalb der Bergstation der Kanzelwandbahn ein Schneeteich mit einem Fassungsvermögen von 58.000 Kubikmeter Wasser angelegt und 6 Kilometer Rohrleitungen wurden unterirdisch verbaut. Mit der Anlage lassen sich über ein System von Rohrleitungen und Schneekanonen innerhalb von 70 Stunden die Pisten der Fellhorn- und der Kanzelwandbahn komplett beschneien. In einer Stunde können 3000 Kubikmeter Schnee erzeugt werden, das entspricht rund 300 LKW-Ladungen.
Kanzelwand-, Fellhorn-, Walmendingerhorn- und Nebelhornbahn haben sich zu einem Verbund zusammengeschlossen, der unter dem Namen Das Höchste für die Region Oberstdorf und Kleinwalsertal wirbt. Der Bergbahnverbund gehört der Kleinwalsertaler Bergbahn AG; deren Hauptaktionäre sind das Allgäuer Überlandwerk und die Raiffeisen Holding Kleinwalsertal.

## Aktionärsstruktur 1954
| Anteilseigner              | Prozent |
| -------------------------- | ------- |
| Elektrizitätswerk Riezlern | 38,4 %  |
| Allgäuer Überlandwerk      | 15,4 %  |
| Gemeinde Mittelberg        | 23,1 %  |
| 41 Kleinaktionäre          | 23,1 %  |

## Modell
Ein Funktionsmodell der Bahn wurde von der Firma Brawa im Maßstab H0 mit den originalen bunten Kabinen von 1955 herausgebracht.